# Tavshut
Tavshut là một đô thị thuộc tỉnh Shirak, Armenia. Dân số ước tính năm 2011 là 436 người.